# Nocny recepcjonista (serial telewizyjny)
Nocny recepcjonista – brytyjski serial (dramat szpiegowski) wyprodukowany przez The Ink Factory, BBC oraz AMC Studios. Serial jest adaptacją powieści o tym samym tytule autorstwa Johna le Carré. Nocny recepcjonista emitowany był od 21 lutego 2016 roku do 27 marca 2016 roku przez BBC One. W Polsce serial był emitowany od 7 lipca 2016 roku przez AMC Polska.
Mimo że Nocny recepcjonista był w zamierzeniu miniserialem, zamówiono dwie kolejne serie, opowiadające o dalszych losach Jonathana Pine’a

## Fabuła
Fabuła skupia się wokół Jonathana Pine’a, byłego żołnierza brytyjskich służb specjalnych, który pracuje w Kairze, w luksusowym hotelu jako nocny recepcjonista. Pine poznaje Sophie, która przekazuje mu informacje o handlarzu broni, Richardzie Onslow Roperze. Mężczyzna ma je przekazać władzom brytyjskim. Kobieta zostaje zamordowana za zdradę. Jonathan postanawia pomścić śmierć Sophie, stając się szpiegiem wywiadu, który ma przenikać do organizacji handlarza broni, Ropera.

## Obsada

### Główna
- Tom Hiddleston jako Jonathan Pine / Andrew Birch[4]
- Hugh Laurie jako Richard Onslow Roper[4]
- Olivia Colman jako Angela Burr[5]
- Tom Hollander jako major „Corky” Lance Corkoran[6]
- Elizabeth Debicki jako Jed Marshall[6]
- Alistair Petrie jako Sandy, lord Langbourne[7]
- Natasha Little jako Caroline, lady Langbourne
- Douglas Hodge jako Rex Mayhew[7]
- David Harewood jako Joel Steadman[8]
- Tobias Menzies jako Geoffrey Dromgoole[8]
- Antonio de la Torre jako Juan Apostol
- Adeel Akhtar jako Rob Singhal
- Michael Nardone jako Frisky

### Role drugoplanowe i gościnne występy
- David Avery jako Freddie Hamid
- Amir El-Masry jako Youssuf
- Aure Atika jako Sophie (Samira) Alekan
- Nasser Memarzia jako Omar Barghati
- Russell Tovey jako Simon Ogilvey[7]
- Neil Morrissey jako Harry Palfrey[8]
- Katherine Kelly jako Pamela[8]
- Bijan Daneshmand jako Kouyami
- Hannah Steele jako Marilyn

## Odcinki
| Sezon | Sezon | Odcinki | Oryginalna emisja | Oryginalna emisja | Oryginalna emisja | Oryginalna emisja | Oryginalna emisja |
| Sezon | Sezon | Odcinki | Premiera sezonu   | Finał sezonu      | Premiera sezonu   | Finał sezonu      |                   |
| ----- | ----- | ------- | ----------------- | ----------------- | ----------------- | ----------------- | ----------------- |
|       | 1     | 8       | 21 lutego 2016    | 27 marca 2016     | 7 lipca 2016      | 25 sierpnia 2016  |                   |

### Sezon 1 (2016)
| Nr | # | Tytuł       | Premiera BBC     | Premiera AMC     |
| --- | - | ----------- | ---------------- | ---------------- |
| 1 | 1 | 'Odcinek 1' | 21 lutego 2016   | 7 lipca 2016     |
| Kair, czas Arabskiej Wiosny. Nocny recepcjonista jednego z hoteli, Jonathan Pine, zostaje poproszony o pomoc przez piękną kobietę, Sophie, która mieszka w przybytku. Przekazuje ona mężczyźnie poufne dokumenty, ujawniające nielegalny proceder handlu bronią. Dane te mogą wpłynąć znacząco na równowagę sił w regionie. W sprawę zamieszany jest również znany biznesmen, Richard Roper. Pine przekazuje tajne informacje znajomemu z brytyjskiej ambasady, co sprowadza na Sophie śmiertelne niebezpieczeństwo. |   |             |                  |                  |
| 2 | 2 | 'Odcinek 2' | 28 lutego 2016   | 14 lipca 2016    |
| Ścieżki Pine’a i Ropera krzyżują się ponownie w Szwajcarii. Jonathan nawiązuje kontakt z agentką Angelą Burr. Kobieta namawia go, by spróbował przeniknąć do otoczenia Richarda. Zdaje sobie przy tym sprawę, że Pine pozyska zaufanie biznesmena dopiero, kiedy stanie się przestępcą. Jego życiorys musi zatem zostać napisany od początku. Pierwszym krokiem na drodze do uzyskania nowej tożsamości będzie kradzież dużej sumy pieniędzy z hotelowego sejfu.                                                     |   |             |                  |                  |
| 3 | 3 | 'Odcinek 3' | 6 marca 2016     | 21 lipca 2016    |
| Roper wiedzie luksusowe życie na Majorce. Sielankę przerywa jednak atak miejscowych rzezimieszków, którzy porywają dla okupu syna biznesmena, Daniela. Chłopca ratuje Jonathan Pine, narażając przy tym własne zdrowie i życie. Dzięki podstępowi były żołnierz zostaje dopuszczony do najbliższego grona towarzyszy Ropera. |   |             |                  |                  |
| 4 | 4 | 'Odcinek 4' | 13 marca 2016    | 28 lipca 2016    |
| Pine jest leczony w posiadłości Ropera. Mężczyzna podejmuje ogromne ryzyko, włamując się do gabinetu biznesmena. Tam znajduje jednak dowody, że Richard planuje kolejną transakcję i przemyt broni. Tymczasem Angela Burr wraz ze Steadmanem na bieżąco monitorują sytuację, obserwując okolice wilii. |   |             |                  |                  |
| 5 | 5 | 'Odcinek 5' | 20 marca 2016    | 4 sierpnia 2016  |
| Ku niezadowoleniu Corky'ego, Roper oficjalnie zaprasza Pine’a do swojego najbliższego otoczenia. W dowód zaufania mianuje go właścicielem firmy, która stanowi przykrywkę dla nielegalnych interesów. Burr martwi się, czy jego agent na pewno jest bezpieczny. Podejrzewa bowiem, że ktoś niepożądany zdobył kluczowe informacje dotyczące całej operacji. |   |             |                  |                  |
| 6 | 6 | 'Odcinek 6' | 27 marca 2016    | 11 sierpnia 2016 |
| Burr stwierdza, że akcja stała się zbyt ryzykowna. Nakazuje Pine'owi, by zrezygnował. Mężczyzna nie ma jednak takiego zamiaru, jest bowiem blisko zdemaskowania Ropera. Tymczasem biznesmen dowiaduje się, że ktoś z kręgu zaufanych osób go zdradził. Wszyscy najbliżsi mu ludzie zostają zebrani w prywatnej bazie wojskowej w celu wytropienia zdrajcy. |   |             |                  |                  |
| 7 | 7 | 'Odcinek 7' | 3 kwietnia 2016  | 18 sierpnia 2016 |
| Roper wciąż próbuje dociec, kto jest zdrajcą. Krąg podejrzanych zacieśnia się. Trwa operacja sprzedaży broni, podczas której Pine wykonuje parę ryzykownych kroków. Dzięki nim chce ukryć swoją prawdziwą tożsamość, a także udaremnić działania Richarda. Tymczasem w Londynie rząd utrudnia pracę Burr i Steadmana. |   |             |                  |                  |
| 8 | 8 | 'Odcinek 8' | 10 kwietnia 2016 | 25 sierpnia 2016 |
| Roper dobija targu z ludźmi, którzy kupują od niego broń. Tymczasem Pine’a dręczą wspomnienia dotyczące morderstwa Sophie. Boi się, że znów może dojść do podobnej zbrodni. Richard domyśla się, kto odpowiada za ujawnienie tajnych informacji. Jonathan i Angela Burr nie mogą liczyć na pomoc rządu. Postanawiają więc samodzielnie zakończyć rozgrywkę. |   |             |                  |                  |

## Produkcja
W październiku 2014 roku ogłoszono, że główne role w serialu zagrają: Hugh Laurie i Tom Hiddleston.
31 października 2014 roku Stacja AMC ogłosiła swoją współpracę ze stacją BBC nad serialem „The Night Manager”. W marcu 2015 roku Olivia Colman dołączyła do projektu, wcieliła się w rolę Angeli Burr. W tym samym miesiącu Tom Hollander i Elizabeth Debicki dołączyli do obsady. W kwietniu 2015 roku Tobias Menzies David Harewood, Katherine Kelly i Neil Morrisey dołączyli do obsady „Nocnego recepcjonisty”. W tym samym miesiącu ogłoszono, że Russell Tovey, Alistar Petrie i Douglas Hodge pojawią się w dramacie.